# Strooklat

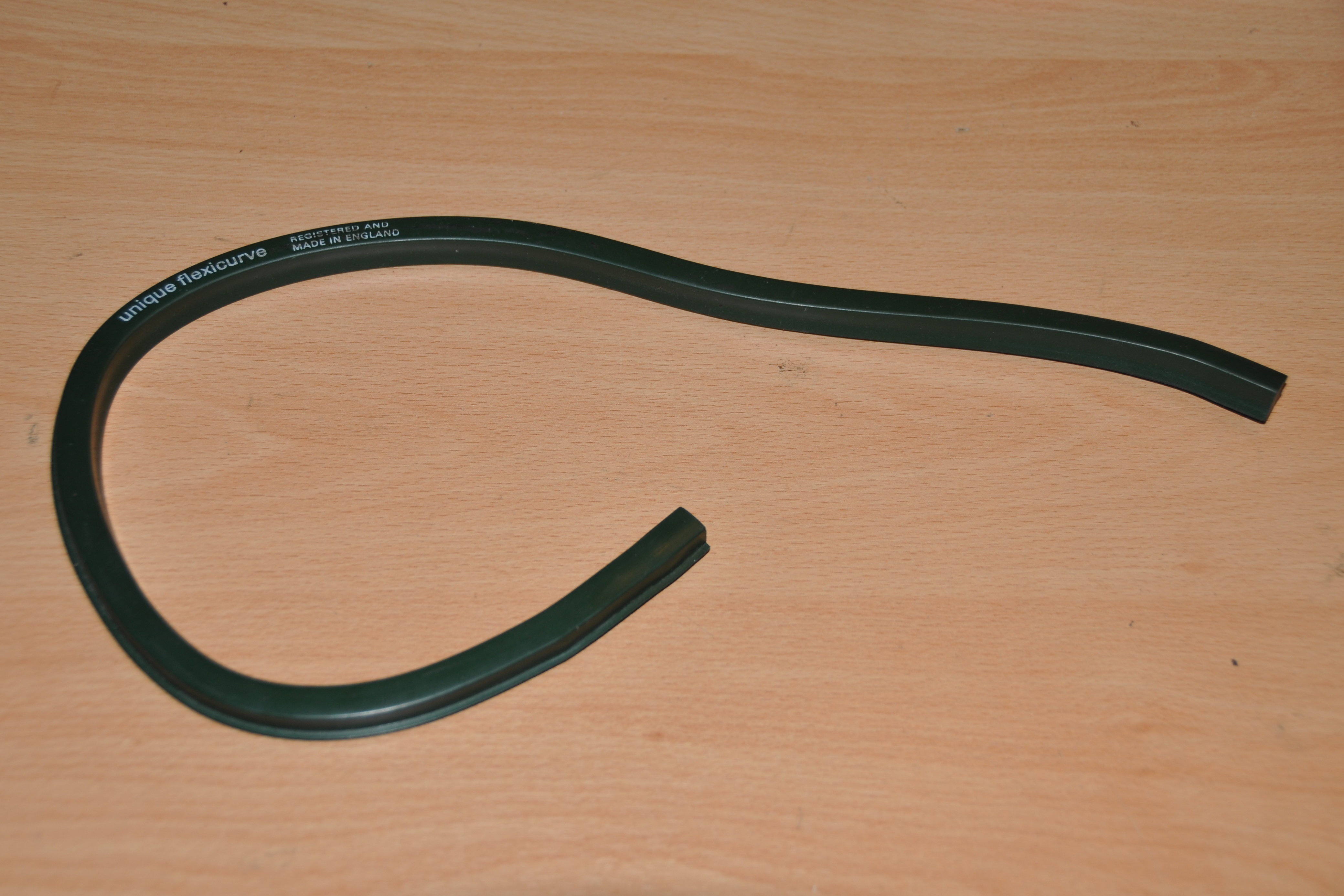
Flexicurve strooklat

Een strooklat is een lat waarmee een vloeiende lijn langs vaste punten getekend kan worden, strokend.
Het gaat daarbij om een soepele lat, waarvan de afmetingen bepaald worden door de toepassing. Het bekendst is de toepassing van strooklatten in de scheepsbouw. In de huidige tijd maakt men daar echter voor het stroken gebruik van computerprogramma's, waarbij vervolgens ook de vereiste hydrostatische berekeningen worden gemaakt.
Voor het stroken van spanten van een zeeschip werden spantlatten en zeeglatten gebruikt, met een lengte van 15 tot 20 meter en een hoofdzakelijk vierkante doorsnede, met zijden van 10 tot 25 mm. Gemaakt van rechtnervig grenenhout of kunststof. De spantlatten kunnen worden verdeeld in gewone vierkante latten, met overal gelijke doorsnede, puntlatten die naar het eind steeds dunner worden en kimlatten, die van dik naar dun naar dik gaan. De zeeglatten voor het uittekenen van de zeeg zijn wat dunner en breder.
De spantdoorsneden in het spantenraam zijn kortere lijnen met relatief grotere krommingen, daarom werden deze in het algemeen met scheepsbouwmallen getekend. Daarvoor werden bijvoorbeeld de zogenaamde "Kopenhager scheepsmallen" gebruikt. Deze sets mallen zijn niet meer te verkrijgen via de gebruikelijke leverancier. Een Nederlandse faculteit heeft ze in eigen beheer gedigitaliseerd en vervolgens met een lasersnijder uit een plaat van perspex gesneden.
Een variant van de houten strooklat die voor klein werk gebruikt kan worden is een met kunststof beklede loden staaf, die in vele (2D) bochten vanaf 2,5 cm kan worden gebogen. Deze vorm van tekengereedschap heeft een vierkante doorsnede van ongeveer 1 x 1 cm en een lengte van 52 cm en wordt flexicurve genoemd. De flens is voor inkt en beide zijden kunnen ook voor potlood gebruikt worden. 